# Вестфьярдаргёйнг
Вестфьярдаргёйнг (исл. Vestfjarðagöng; слушатьо файле) — автомобильный тоннель, проложенный под горными массивами Брейдадальсхейди и Ботнсхейди в регионе Вестфирдир на северо-западе Исландии. Является частью дороги Вестфьярдарвегюр 60. Тоннель бесплатный.

## Характеристика
Вестфьярдаргёйнг расположен в нескольких километрах к востоку от Исафьордюра и проходит под центральной частью горных массивов Брейдадальсхейди и Ботнсхейди. Тоннель был построен в 1996 году и имеет общую длину 9160 метров. Через тоннель проходит дорога Вестфьярдарвегюр 60, одна из самых важных дорог в этой части страны, связывающая Исафьордюр с западной частою Вестфирдир.
Хотя Вестфьярдаргёйнг мало сокращает маршрут, он является одним из наиболее важных транспортных сооружений в Вестфирдир и его постройка связана с повышением качества и безопасности дорожного движения на этом участке дороги Вестфьярдарвегюр 60. Ранее дорога проходила по горному перевалу через Ботнсхейди и Брейдадальсхейд, который являлся самым высоким регулярно используемым перевалом в регионе и, как следствие, был часто подвержен снежным завалам и склонен к сходу лавин. Поэтому дорога в зимний период периодически была непроходима и закрывалась на длительный срок. После постройки Вестфьярдаргёйнг перевал через Ботнсхейди и Брейдадальсхейд был закрыт для движения.

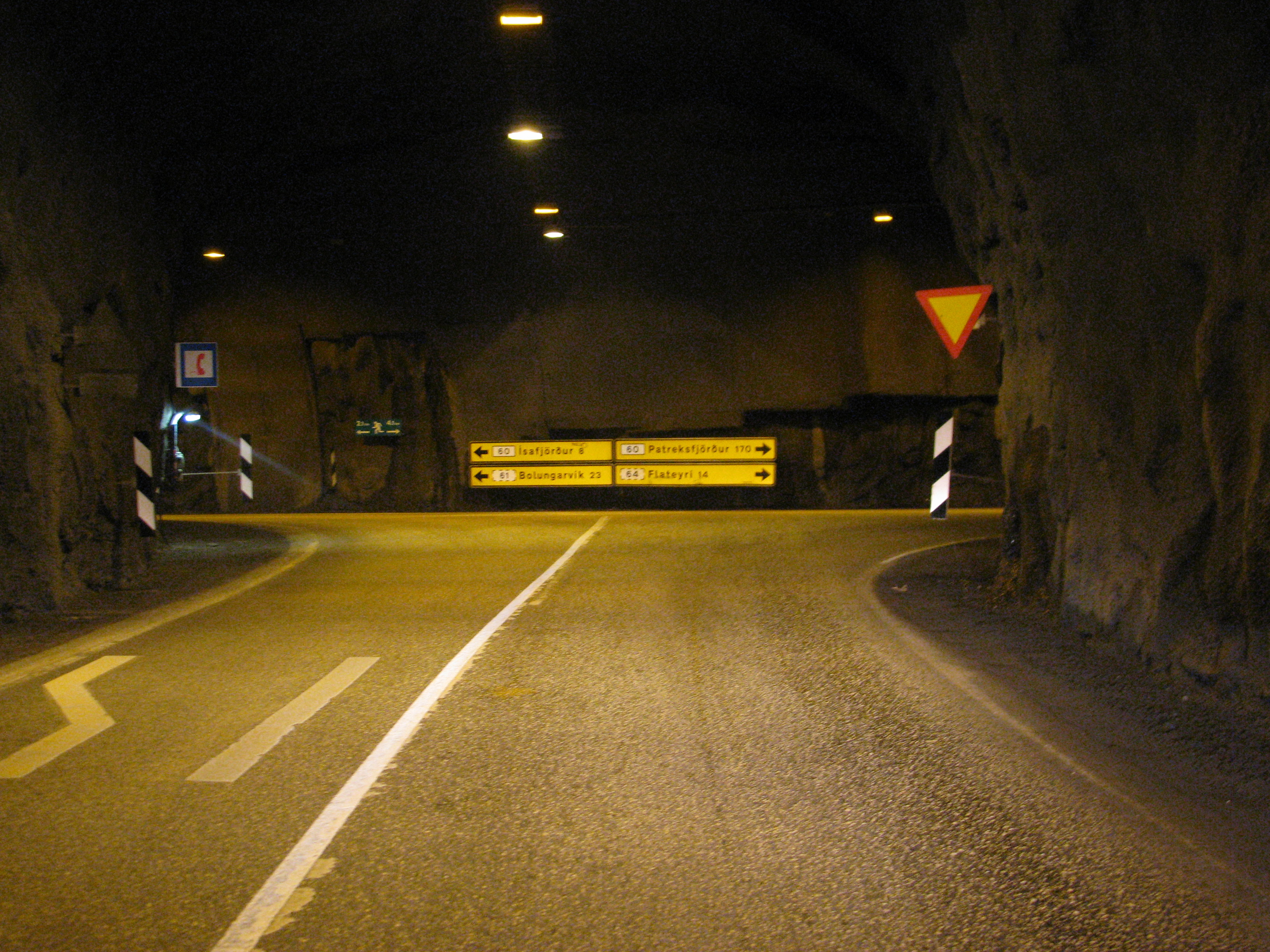
Перекресток внутри Вестфьярдаргёйнг

У туннеля есть три портала (западный, северный и восточный) и, соответственно, три рукава, которые встречаются на стыке внутри скального массива, где расположен дорожный перекресток. Эти три рукава известны как:
- Брейдадальслеггюр — однополосный туннель с разъездами, длинной 4150 м, ведущий к в Энюндар-фьорду, Флатейри и на запад Вестфирдир (дорога Вестфьярдарвегюр 60);
- Ботнсдальслеггюр — однополосный туннель с разъездами, длинной 2907 м, ведущий к селению Судюрейри в Суганда-фьорде (дорога Сугандафьярдарвегур 65);
- Тунгудальслеггюр — двухполосный туннель длинной 2103 м, ведущий к Скютюльс-фьорду, в Исафьордюр и на восток Вестфирдир (дорога Вестфьярдарвегюр 60).

Порталы имеют профиль в виде симметричного знака ᑎ. Работа тоннеля не зависит от погодных условий и в зимний период он всегда открыт для проезда.

## Подземные воды
В июле 1993 года в тоннеле на участке Брейдадальслеггюр произошел внезапный прорыв воды. Поток воды, скорость которого составляла около 2000 литров в секунду, повредил оборудование конструкции тоннеля, что значительно задержало срок его открытия. В дальнейшем, систему водоотведения реализовали таким образом, что с 1995 года вода из туннеля (с дебитом от 500 до 700 литров в секунду) стала использоваться для системы водоснабжения всей общины Исафьярдарбайр (среднее потребление составляет около 150 литров в секунду). Воду считается отличного качества, так как она долгое время фильтровалась через горные породы.